# Alliance Boots
Alliance Boots, tidigare Alliance Unichem, är ett brittiskt läkemedels- och hälsovårdsföretag med en omsättning på omkring nio miljarder pund.
Den 3 oktober 2005 tillkännagavs det att företaget skulle slås samman med Boots.